# Trnovec nad Váhom
Trnovec nad Váhom (maďarsky Tornóc) je obec na Slovensku, v okrese Šaľa v Nitranském kraji, asi dvacet kilometrů jihozápadně od Nitry. Žije v něm přibližně 2 800 obyvatel. V katastrálním území obce leží přírodní památka Trnovské rameno.

## Osobnosti
- Peter Andruška (1943–2024), básník
- Eduard Kukan (1939–2022), politik a diplomat